# Janai
Janai (o Jamuna) és el nom donat a una secció inferior del riu Brahmaputra, just quan entra a Bangladesh fins a la confluència amb el Ganges (25° 24′ N, 89° 41′ E / 25.400°N,89.683°E i Plantilla:23 és a dir en un curs de 185 km.
Aquesta secció és de formació relativament recent: quan el major Rennel va fer el seu mapa de Bengala al segle xviii no existia, però trenta anys després quan va inspeccionar la zona Buchanan Hamilton ja començava a tenir importància. Posteriorment se li va dir Brahmaputra però era un simple curs d'aigua navegable a l'estació de pluges; encara va esdevenir més important creuant la divisió de Rajshahi. Al districte de Bogra és localment conegut com a Daokoba potser perquè hi ha un altre riu anomenat Jamuna que corre pel districte. El seu principal afluent és el Sirajganj al districte de Pabna. És navegable en tota la llargada durant tot l'any.